# Медведева, Наталья Олеговна
Наталья Олеговна Медведева (укр. Наталія Медведєва; родилась 15 ноября 1971 года в Киеве, Украинская ССР, СССР) — советская и украинская теннисистка и теннисный тренер. Старшая сестра Андрея Медведева. Полуфиналистка двух турниров Большого шлема в миксте (Roland Garros-1990, Australian Open-1994); победительница 16 турниров WTA (четыре — в одиночном разряде); победительница двух юниорских турниров Большого шлема в парном разряде (Roland Garros, Уимблдон-1987); победительница парного турнира Orange Bowl (1987).

## Спортивная карьера
Начало карьеры
Наталья Медведева играет в теннис с восьми лет; в теннис её привела мать, Светлана, опытный теннисный тренер. В 16 лет Наталья дважды добилась побед на турнирах Большого шлема в парном разряде среди девушек. Она выиграла Открытый чемпионат Франции и Уимблдонский турнир 1987 года в паре со старшей соотечественницей Натальей Зверевой и стала победительницей зимнего чемпионата СССР в одиночном разряде. В том же году она начала выступления на профессиональных теннисных турнирах, выиграв четыре турнира ITF в одиночном разряде и столько же в парах и добравшись к концу сезона до границы второй сотни в рейтинге Женской теннисной ассоциации (WTA). В 1988 году в Сингапуре с Натальей Быковой она выиграла свой первый турнир WTA в парном разряде. В одиночном разряде, однако, успехи в турнирах WTA оказались намного скромнее, а после Уимблдона Медведева и вовсе не выступала до конца сезона. Результатом стал вылет в четвёртую сотню рейтинга и в одиночном, и в парном разряде.
1989—1992
Сезон 1989 года Медведева начала с квалификационных туров в турнирах ITF, но скоро набрала форму, одержала ряд побед над соперницами из первой сотни рейтинга и к концу года сама вошла в сотню сильнейших. В парах она выиграла свой пятый турнир ITF, а в ноябре в Нэшвилле дошла до второго финала турнира WTA в карьере, также войдя в сотню сильнейших по итогам сезона. 1990 год она начала с выхода в паре с другой советской теннисисткой, Лейлой Месхи, в четвертьфинал Открытого чемпионата Австралии, а сразу после этого в Новой Зеландии они выиграли два турнира WTA подряд. По ходу сезона они также дошли до четвертьфинала Открытого чемпионата США и по итогам года завоевали право на участие в итоговом турнире WTA-тура, где в первом круге выбили из борьбы сильнейшую пару мира, Яну Новотну и Хелену Сукову из ЧССР, но в полуфинале проиграли Мерседес Пас и Аранче Санчес Викарио. В одиночном разряде Медведева почти весь сезон оставалась в сотне сильнейших, а закончила его первым выигрышем турнира WTA в одиночном разряде (в Нэшвилле) и выходом в полуфинал турнира в Индианаполисе.
В 1991 году основной партнёршей Медведевой была Елена Брюховец, с которой они выиграли турнир в Санкт-Петербурге и дошли до полуфинала в Нэшвилле. В этом году в составе сборной СССР Медведева провела свой первый матч в рамках Кубка Федерации, выиграв с Ларисой Савченко-Нейланд матч у соперниц из Парагвая. На следующий год в феврале она выиграла турнир в Линце, одолев во втором круге двенадцатую ракетку мира Катерину Малееву и войдя после этого в число 50 лучших теннисисток мира, а в апреле победила в двух турнирах в парном разряде с француженкой Изабель Демонжо.
Пик карьеры (1993—1994)
Вторая половина 1993 года стала лучшим периодом в одиночной карьере Натальи. Она вышла в третий круг на Уимблдоне, где уступила пятой ракетке мира Габриэле Сабатини, потом выиграла турнир в Праге, победив четырёх сеяных соперниц, затем дошла до финала турнира III категории в Скенектади (штат Нью-Йорк) и, наконец, выиграла турнир II категории в Эссене, где последовательно победила вторую ракетку мира Аранчу Санчес и пятую ракетку мира Кончиту Мартинес. После победы в Эссене она поднялась на 23 место в рейтинге, высшее в своей одиночной карьере.
Она также выиграла два турнира в парном разряде, в том числе турнир II категории в Брайтоне; при этом в Брайтоне они с Лаурой Голарсой, не будучи посеянными, победили три сеяных пары, а до этого в Палермо с Карин Кшведт — две.
В одиночном разряде Наталье не удалось закрепить свой успех в новом 1994 году. Её лучшими результатами стали третий круг на Открытом чемпионате США и полуфинал в Эссене, по пути к которому она вновь победила Кончиту Мартинес, теперь уже третью ракетку мира. В парах, напротив, она начала сезон с выигрыша турнира III категории в Брисбене (с Голарсой), а продолжила выходом в четвертьфинал на Открытом чемпионате Франции и на Уимблдоне, где её партнёршей была Лариса Нейланд. После Уимблдонского турнира она поднялась на 21 место в рейтинге теннисисток в парном разряде, лучшее в карьере. В этом году она также возобновила выступления в Кубке Федерации, уже под флагом Украины, и одержала четыре победы в восьми матчах (по две в одиночном и парном разрядах).
В конце 1994 — начале 1995 года Наталья с братом Андреем, представлявшие Украину, дошли до финала Кубка Хопмана. При этом Наталья выиграла все одиночные матчи до финала, в том числе у Линдсей Дэвенпорт и Яны Новотной, и лишь в финале уступила Анке Хубер из Германии.
Последние годы игровой карьеры и переход на тренерскую работу
В 1995 году, дважды побывав в полуфиналах турниров WTA, Медведева сохранила за собой место в сотне сильнейших в одиночном разряде, а вот в парах после неудач во Франции и на Уимблдоне она выбыла из их числа. К июлю 1996 года она занимала уже 150 место в рейтинге теннисисток в парном разряде, но, несмотря на это, представляла Украину на Олимпиаде в Атланте, где они с Ольгой Лугиной выбыли из борьбы уже в первом круге, проиграв посеянным третьими нидерландкам. Однако после этого Медведева обрела второе дыхание и на трёх турнирах подряд дошла до финала, выиграв турнир WTA в Мариа-Ланковиц и турнир ITF в Лиможе и проиграв в своём родном Киеве. Закончила сезон она победой в турнире III категории в Москве. В одиночном разряде её успехи были более скромными, и к концу года она выбыла из первой сотни рейтинга, вернувшись туда после победы над Катериной Малеевой, двенадцатой ракеткой мира, на турнире в Фильдерштадте.
К концу 1997 года Наталья из-за травм фактически прекратила выступления, проведя за весь год только 14 матчей. В 1998 году она провела всего один матч, уступив в первом круге Открытого чемпионата Франции в парном разряде. Тем не менее, в 1999 и 2000 годах она ещё выступала за сборную Украины в Кубке Федерации, одержав в это время три победы при четырёх поражениях.
В 2001 году у Натальи родился сын Сергей. После этого она занялась тренерской работой. С 2006 года она тренирует украинскую теннисистку Ольгу Савчук, а с 2014 года возглавляет взрослую сборную страны в Кубке Федерации в должности капитана.

## Рейтинг на конец года
| Год  | Одиночный рейтинг | Парный рейтинг |
| 1997 | 386               | 178            |
| 1996 | 88                | 70             |
| 1995 | 78                | 65             |
| 1994 | 57                | 36             |
| 1993 | 23                | 33             |
| 1992 | 41                | 60             |
| 1991 | 82                | 62             |
| 1990 | 56                | 25             |
| 1989 | 67                | 49             |
| 1988 | 310               | 148            |
| 1987 | 197               | 176            |

## Выступления на турнирах

### Финалы турнировWTAв одиночном разряде (5)

#### Победы (4)
| Легенда:                    |
| --------------------------- |
| Турниры Большого Шлема (0)  |
| Итоговый чемпионат года (0) |
| I категория (0)             |
| II категория (1+1)          |
| III категория (0+2)         |
| IV категория (2+4)          |
| V категория (1+5)           |

| Титулы по покрытиям | Титулы по месту проведения матчей турнира |
| ------------------- | ----------------------------------------- |
| Хард (1+7)          | Зал (3+4)                                 |
| Грунт (1+2)         | Зал (3+4)                                 |
| Трава (0)           | Открытый воздух (1+8)                     |
| Ковёр (2+3)         | Открытый воздух (1+8)                     |

| №  | Дата            | Турнир          | Покрытие | Соперница в финале    | Счёт           |
| 1. | 29 октября 1990 | Нашвилл, США    | Хард(i)  | Сьюзен Слоун-Ланди    | 6-3 7-6(3)     |
| 2. | 10 февраля 1992 | Линц, Австрия   | Хард(i)  | Паскаль Паради-Маньон | 6-4 6-2        |
| 3. | 12 июля 1993    | Прага, Чехия    | Грунт    | Майке Бабель          | 6-3 6-2        |
| 4. | 25 октября 1993 | Эссен, Германия | Ковёр(i) | Кончита Мартинес      | 6-7(4) 7-5 6-4 |

#### Поражения (1)
| №  | Дата            | Турнир          | Покрытие | Соперница в финале      | Счёт    |
| 1. | 23 августа 1993 | Скенектади, США | Хард     | Лариса Савченко-Нейланд | 3-6 5-7 |

### Финалы турнировWTAв парном разряде (13)

#### Победы (12)
| №   | Дата             | Турнир                     | Покрытие | Партнёрша               | Соперницы в финале                   | Счёт           |
| 1.  | 18 апреля 1988   | Сингапур                   | Хард     | Наталья Быкова          | Лейла Месхи Светлана Пархоменко      | 7-6(4) 6-3     |
| 2.  | 29 января 1990   | Окленд, Новая Зеландия     | Хард     | Лейла Месхи             | Робин Уайт Джилл Хетерингтон         | 3-6 6-3 7-6(3) |
| 3.  | 5 февраля 1990   | Веллингтон, Новая Зеландия | Хард     | Лейла Месхи             | Мишель Джаггард-Лэй Джулия Ричардсон | 6-3 2-6 6-4    |
| 4.  | 22 октября 1990  | Дорадо, Пуэрто-Рико        | Хард     | Елена Брюховец          | Джулия Ричардсон Эми Фрезьер         | 6-4 6-2        |
| 5.  | 23 сентября 1991 | Санкт-Петербург, СССР      | Ковёр(i) | Елена Брюховец          | Изабель Демонжо Джо Дьюри            | 7-5 6-3        |
| 6.  | 13 апреля 1992   | Паттайя, Таиланд           | Хард     | Изабель Демонжо         | Паскаль Паради-Маньон Сандрин Тестю  | 6-1 6-1        |
| 7.  | 20 апреля 1992   | Куала-Лумпур, Малайзия     | Хард(i)  | Изабель Демонжо         | Петра Лангрова Рика Хираки           | 2-6 6-4 6-1    |
| 8.  | 5 июля 1993      | Палермо, Италия            | Грунт    | Карин Кшвендт           | Сильвия Фарина Бренда Шульц          | 6-4 7-6(4)     |
| 9.  | 18 октября 1993  | Брайтон, Великобритания    | Ковёр(i) | Лаура Голарса           | Лариса Савченко-Нейланд Анке Хубер   | 6-3 1-6 6-4    |
| 10. | 3 января 1994    | Брисбен, Австралия         | Хард     | Лаура Голарса           | Дженни Бирн Рейчел Маккуиллан        | 6-3 6-1        |
| 11. | 5 августа 1996   | Мариа-Ланковиц, Австрия    | Грунт    | Жанетта Гусарова        | Ленка Ценкова Катержина Шишкова      | 6-4 7-5        |
| 12. | 28 октября 1996  | Москва, Россия             | Ковёр(i) | Лариса Савченко-Нейланд | Сильвия Фарина Барбара Шетт          | 7-6(5) 4-6 6-1 |

#### Поражения (1)
| №  | Дата          | Турнир       | Покрытие | Партнёрша   | Соперницы в финале              | Счёт              |
| 1. | 6 ноября 1989 | Нашвилл, США | Хард(i)  | Лейла Месхи | Манон Боллеграф Мередит Макграт | 6-1 6-7(5) 6-7(4) |

### Финалы командных турниров (1)

#### Поражения (1)
| №  | Год  | Турнир        | Команда                           | Соперник в финале            | Счёт |
| 1. | 1995 | Кубок Хопмана | Украина · Н.Медведева, А.Медведев | Германия · А.Хубер, Б.Беккер | 0-2  |

## История выступлений на турнирах
| Турнир                 | 1988  | 1989          | 1990          | 1991          | 1992  | 1993          | 1994          | 1995          | 1996  | 1997  | 1998  | Итог   | В/П за карьеру |
| ---------------------- | ----- | ------------- | ------------- | ------------- | ----- | ------------- | ------------- | ------------- | ----- | ----- | ----- | ------ | -------------- |
| Турниры Большого Шлема |       |               |               |               |       |               |               |               |       |       |       |        |                |
| Australian Open        | -     | -             | 1/4           | 1Р            | 1Р    | -             | 3Р            | 1Р            | -     | 1Р    | -     | 0 / 6  | 5-6            |
| Roland Garros          | -     | -             | 3Р            | -             | 2Р    | 2Р            | 1/4           | 1Р            | -     | -     | 1Р    | 0 / 6  | 7-6            |
| Уимблдон               | 1Р    | -             | 2Р            | -             | 2Р    | 2Р            | 1/4           | 2Р            | -     | -     | -     | 0 / 6  | 7-6            |
| US Open                | -     | 2Р            | 1/4           | -             | 2Р    | 2Р            | 3Р            | -             | -     | 2Р    | -     | 0 / 6  | 8-6            |
| Итог                   | 0 / 1 | 0 / 1         | 0 / 4         | 0 / 1         | 0 / 4 | 0 / 3         | 0 / 4         | 0 / 3         | 0 / 0 | 0 / 2 | 0 / 1 | 0 / 24 |                |
| В/П в сезоне           | 0-1   | 1-1           | 8-4           | 0-1           | 3-4   | 3-3           | 10-4          | 1-3           | 0-0   | 1-2   | 0-1   |        | 27-24          |
| Олимпийские игры       |       |               |               |               |       |               |               |               |       |       |       |        |                |
| Летняя олимпиада       | -     | Не проводился | Не проводился | Не проводился | -     | Не проводился | Не проводился | Не проводился | 1Р    | НП    | НП    | 0 / 1  | 0-0            |
| Итоговый чемпионат WTA |       |               |               |               |       |               |               |               |       |       |       |        |                |
| Итоговый чемпионат WTA | -     | -             | 1/2           | -             | -     | -             | -             | -             | -     | -     | -     | 0 / 1  | 1-1            |

| Турнир                 | 1990  | 1991  | 1992  | 1993  | 1994  | 1995  | 1997  | 1998  | Итог   | В/П за карьеру |
| ---------------------- | ----- | ----- | ----- | ----- | ----- | ----- | ----- | ----- | ------ | -------------- |
| Турниры Большого шлема |       |       |       |       |       |       |       |       |        |                |
| Australian Open        | -     | 1Р    | -     | -     | 1/2   | -     | 1/4   | -     | 0 / 3  | 5-3            |
| Roland Garros          | 1/2   | -     | 2Р    | 2Р    | 1/4   | 1/4   | -     | 1Р    | 0 / 6  | 10-6           |
| Уимблдон               | -     | -     | -     | 1Р    | -     | -     | -     | -     | 0 / 1  | 0-1            |
| US Open                | 2Р    | -     | 2Р    | 1Р    | 2Р    | -     | -     | -     | 0 / 4  | 3-4            |
| Итог                   | 0 / 2 | 0 / 1 | 0 / 2 | 0 / 3 | 0 / 3 | 0 / 1 | 0 / 1 | 0 / 1 | 0 / 14 |                |
| В/П в сезоне           | 5-2   | 0-1   | 2-2   | 1-3   | 6-3   | 2-1   | 2-1   | 0-1   |        | 18-14          |